# Richard Cross
Pour les articles homonymes, voir Richard Cross (1er vicomte Cross) et Cross.
 (octobre 2008).
Si vous disposez d'ouvrages ou d'articles de référence ou si vous connaissez des sites web de qualité traitant du thème abordé ici, merci de compléter l'article en donnant les références utiles à sa vérifiabilité et en les liant à la section « Notes et références ».
Richard Cross est un chanteur, formateur pionnier de la pédagogie vocale dans les musiques actuelles amplifiées.
Il est également connu comme conseiller vocal français et pour avoir été coach lors d'émissions de télévisions françaises.